# شركة رولاند
شركة رولاند (ローランド株式会社 Rōrando Kabushiki Kaisha، Roland Corporation) هي شركة يابانية تصنع الآلات الموسيقية الإلكترونية والمعدات والبرمجيات الإلكترونية. أسسها إيكوتارو كاكيهاشي يوم 18 أبريل 1972 في أوساكا. انتقل مركز رولاند سنة 2005 إلى هاماماتسو في محافطة شيزووكا. توجد مصانع للشركة في تايوان واليابان والولايات المتحدة. وظفت 2699 موظفا في حدود 31 مارس 2010. سيطر الرئيس التنفيذ للشركة جونيتشي ميكي على الإدارة الكاملة لهذه الأخيرة سنة 2014، ودعمه Taiyo Pacific Partners.
صنعت الشركة آلات عديدة لها أثر خالد على الموسيقى الشائعة، مثل سنثسيزر Juno-106، سنثسيزر البيس TB-303، و TR-808 وآلات طبول TR-909.
كما ساهمت في تطوير ميدي، وهو توحيد معياري يسمح بالتواصل بين آلات إلكترونية صنعتها شركات مختلفة. كتبت مجلة Fact الإنجليزية سنة 2016 أن رولاند «ساهمت في تشكيل الموسيقى الإلكترونية أكثر من أي [شركة] أخرى».